# Hans-Heiri Stapfer

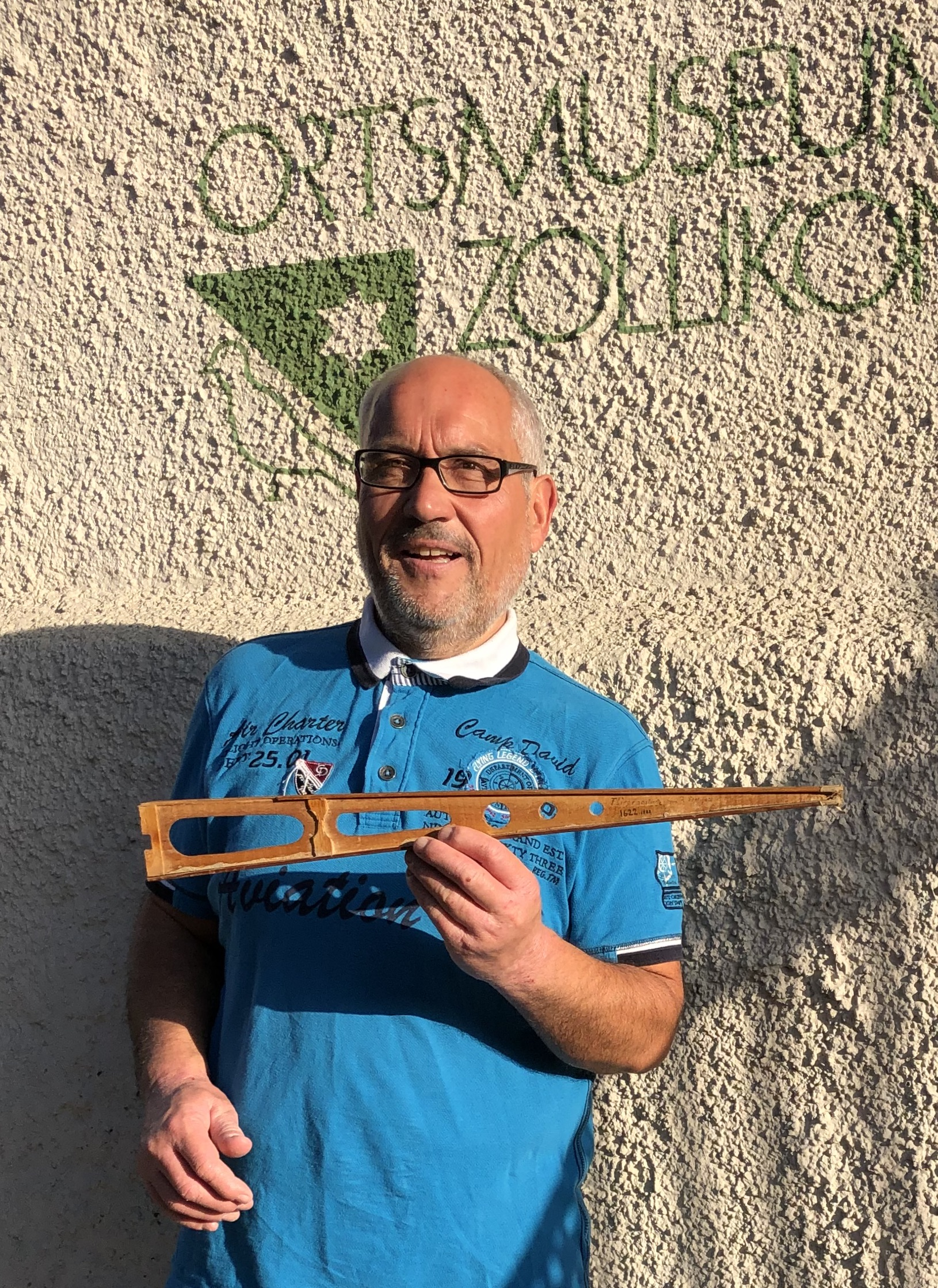
Hans-Heiri Stapfer vor dem Ortsmuseum Zollikon mit dem Trümmerteil einer SIAI S.9, die am 7. September 1920 vor Zollikon in den Zürichsee gestürzt war. Vermutlich handelt es sich um ein Teil vom Querruder, das am Ende einer Tragfläche angebracht war.

Hans-Heiri Stapfer (* 1962) ist ein Schweizer Sachbuchautor.
Er ist am Zürichsee aufgewachsen. 15 Jahre lang war er als Journalist und Redaktor bei verschiedenen Wochen- und Tageszeitungen tätig, seit Oktober 2012 arbeitet er beim Regionalen Arbeitsvermittlungszentrum (RAV) in Thalwil.
Seit 1986 schreibt Stapfer vorwiegend in englischer Sprache Sachbücher über historische Fliegerei, insbesondere über sowjetische, deutsche und amerikanische Maschinen. Bis 2020 erschienen rund 30 Titel. Stapfer wohnt in Horgen am Zürichsee.

## Werke (Auswahl)
- Aviatik am Zürichsee seit 1919 (= Zürichsee - kleine Schriften aus der Region. Band 2). T. Gut, Zürichseezeitungen, Stäfa 2001, ISBN 3-85717-139-1.
- MiG-21 : Cold War warrior. Arms and Armour Press, London 1991, ISBN 1-85409-039-9 (englisch).
- Mi-24 Hind. Arms and Armour Press, London 1990, ISBN 1-85409-063-1 (englisch).
- Soviet military helicopters. Arms and Armour Press, London 1991, ISBN 1-85409-110-7 (englisch).
- Strangers in a strange land. Squadron/Signal Publications, Carrollton, Tx 1988, ISBN 0-89747-198-9 (englisch, Illustrationen: Don Greer).
- Strangers in a strange land. Vol. II: Escape to neutrality. Squadron/Signal Publications, Carrollton, Tx 1992, ISBN 0-89747-278-0 (englisch, Gemeinsam mit Gino Künzle, Illustrationen: Don Greer).
- MiG-21 Fishbed in color. Squadron/Signal Publications, Carrollton, Tx 1989, ISBN 0-89747-225-X (englisch, Illustrationen: Don Greer).
- Early MiG fighters in action. Squadron/Signal Publications, Carrollton, Tx 2006, ISBN 0-89747-507-0 (englisch, Illustrationen: Don Greer).
- Messerschmitt Bf 109G. Squadron/Signal Publications, Carrollton, Tx 2006, ISBN 0-89747-503-8 (englisch, Illustrationen: Don Greer).
- Red ladies in waiting: Soviet aircraft in storage. Squadron/Signal Publications, Carrollton, Tx 1994, ISBN 0-89747-325-6 (englisch, Illustrationen: Tom Tullis).
- Warsaw Pact Air Forces. Squadron/Signal Publications, Carrollton, Tx 1991, ISBN 0-89747-266-7 (englisch, Illustrationen: Don Greer).
- SdKfz 251 Ausf D. Squadron/Signal Publications, Carrollton, Tx 2008 (englisch, Illustrationen: Don Greer, Matheu Spraggins).